# Catedral del icono de la Madre de Dios de Blanquerna

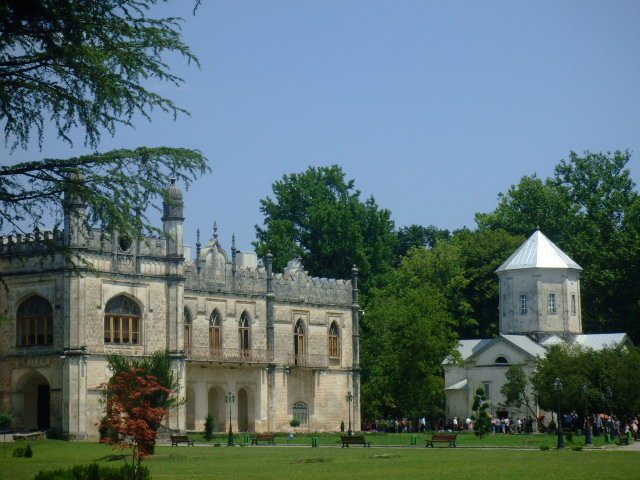
Palacio Dadiani junto la iglesia.

La Catedral del icono de la Madre de Dios de Blanquerna (en idioma georgiano: ზუგდიდის ვლაქერნის ყოვლადწმიდა ღმრთისმშობლის ხატის სახელობის საკათედრო ტაძარი) es la catedral de la Iglesia Ortodoxa de Georgia en Zugdidi pertenece a la Diócesis Zugdidi y Tsaish, en Georgia.

## Historia
Ekvtime Takaishvili señala que «la iglesia del nuevo Zugdidi fue construida en piedra, estilo georgiano, bajo el gobierno de Levan V  Dadiani, la construcción comenzó en 1825 y terminó en 1830».
El emperador Alejandro I de Rusia destinó dinero para la construcción, que también devolvió una de los listados del icono de la Madre de Dios de Blanquerna, que, según la tradición, salvó a Constantinopla de la invasión de enemigos más de una vez.
En el siglo XVIII George IV Gurieli marchó contra Alejandro IV rey de Imereti. Entre los tesoros llevados a Guria, también se menciona el icono de Blanquerna. En 1805, la princesa Ninó (viuda de Grigol Dadiani), junto con una delegación de los príncipes megrelianos, presentó el icono al emperador Alejandro I de Rusia, quien ricamente decoró el icono y lo devolvió al pueblo megreliano.
El icono de Blanquerna llegó a Mingrelia desde Constantinopla y representó uno de los principales valores de los príncipes Dadiani.
Los siguientes tesoros cristianos se guardan en esta iglesia: la riza y parte del cinturón de la Santísima Virgen María, las reliquias de San Jorge y San Juan, el pincel de Santa Marina y la parte de la esponja de la cual Jesucristo bebió vinagre, que llegó a Georgia desde Bizancio después de que los turcos la capturaran en 1453. El 15 de julio es la fiesta del templo.